# Коварный снег
«Коварный снег» (El perjurio de la nieve) — новелла аргентинского писателя Адольфо Биой Касареса, опубликованная в 1944 году. Это вариация на тему «Спящей красавицы», отмеченная влиянием таких детективных рассказов Г. К. Честертона, как «Крылатый кинжал».

## Сюжет
В 1933 году в глухом уголке Патагонии пересекаются пути двух литераторов из Буэнос-Айреса: маститого литературного критика Хуана Луиса Вильяфанье, ценящего в искусстве недоговорённость, и юного поэта-неоромантика Карлоса Орибе, известного склонностью к эффектным выходкам и заимствованиям у других поэтов.
Внимание обоих привлекает отдельно стоящий особняк неподалёку, где уже полгода как уединился от окружающего мира приезжий из Дании по имени Фермерен с четырьмя дочерьми. Когда врачи поставили его дочери Лусии смертельный диагноз, безутешный отец полностью изолировал её от окружающего мира и путём ежедневного повторения одних и тех же ритуалов словно бы остановил в доме время.
Заинтересовавшись рассказами об отшельнике, сначала один гость из столицы, а потом другой уходят на прогулку. К моменту их возвращения в отель на дворе метёт снег.
На другой день становится известно, что Лусии не стало, и литераторы нехотя отправляются на поминки. Хотя дом датчанина напоминает лабиринт, Орибе без труда находит фотографию покойной дочери и приносит её владельцу...
Вкупе с влажными следами ног на полу дома, которые незванный посетитель не заметил, это обстоятельство возбуждает у Фермерена подозрения, что именно Орибе накануне посетил келью Лусии и обольстил её. Через некоторое время Орибе находят мёртвым. Полиция предъявляет обвинение Фермерену, хотя и не может доискаться мотива убийства. 
В поисках разгадки Вильяфанье отыскивает последнюю поэму Орибе, в которой тот, действительно, поведал о своей любовной связи с Лусией. Он спешит в камеру Фермерена. Вскоре после этого узник умирает. Если верить слухам, это Вильяфанье пронёс к нему в камеру цианид.
На этом заканчивается повествование, которое ведёт Вильяфанье. В послесловии редактор высказывает свою собственную версию произошедшего. На основе предполагаемых умолчаний и мелких нестыковок в рассказе Вильяфанье он выстраивает гипотезу, что обольстил Лусию именно Вильяфанье, впоследствии разболтавший о своих любовных подвигах Орибе. Тот, в свою очередь, по своему обыкновению позаимствовал опыт другого поэта и описал его в стихах, за что и поплатился жизнью, когда о стихотворении стало известно фанатичному Фермерену. Вильяфанье составил свой рассказ таким образом, чтобы догадаться об истине мог только самый чуткий и проницательный читатель.

## В кино
«Коварный снег» лёг в основу первого полнометражного фильма Леопольдо Торре Нильссона — «Преступление Орибe» (El Crimen de Oribe, 1950). Фильм был снят Нильссеном вместе с отцом, Леопольдо Торрес Риосом.
Идея о вторжении посторонних лиц в дом мёртвых ритуалов, где застывает время, была использована Жаком Риветтом при разработке концепции фильма «Селин и Жюли совсем заврались». Подобно новелле Биой Касареса, в этой киноленте протагонист попадает в изолированный дом, где одни и те же действия и слова повторяются изо дня в день, завораживая и останавливая время, и именно его присутствие разрушает чары.